# Анимация, созданная под влиянием аниме
Анимацией, созданной под влиянием аниме, или америме (англ. amerime) называют обычно анимационную продукцию, созданную за пределами Японии, как правило, в США, но, тем не менее, использующую стилистику манги. Америме обычно подвергается неприязни со стороны отаку, в первую очередь, из-за неприятия применения термина аниме к неяпонской анимации. На самом деле является вымышленным термином, по причине того, что нет подтверждений его использования среди аниматоров и других официальных лиц, относящихся к аниме индустрии, упоминания данного термина были замечены исключительно в комментариях и постах, в соцсетях и форумах обычными пользователями.

## Известные примеры ,,америме"
- «Аватар: Легенда об Аанге»[3];
- «Аватар: Легенда о Корре»[3];
- RWBY[4];
- «Гетто»;
- «Totally Spies»;
- «Мистиконы»;

Студия Jetlag Productions в период с 1994 по 1996 года снимала мультфильмы по мотивам сказок (кроме мультфильмов «Чудесный подарок снеговика», «Самый маленький кролик» и «Кудряш, маленький щенок») для компании Goodtimes Entertainment в стиле аниме.